# Aigua de vida
Aigua de vida és el nom d'un conte de fades d'origen català recollit per Francesc de Sales Maspons i Labrós i popularitzat pel recull de Els llibres de les fades de Lang.

## Argument
Tres germans i una germana van construir un palau però volien adornar-lo amb un arbre d'extraordinària bellesa que els havien dit que creixia ben lluny del país. El germà gran va anar a cercar-lo, deixant un ganivet màgic a casa: si es tenyia de sang era que alguna cosa li havia succeït. Va arribar a unes muntanyes guardades per gegants. Un d'ells li digué que havia de passar entre roques encantades sense girar-se cap enrere. El noi va començar a caminar i va començar a sentir com veus misterioses es reien d'ell. Incapaç de suportar la befa, va agafar una pedra per defensar-se i es va girar per confrontar l'origen dels insults. En fer-ho, es va convertir en pedra.
Veient el ganivet ensangonat, el segon germà va partir a buscar el primer, però li va passar el mateix, així com al més petit. Quan la noia va arribar a les muntanyes encantades, buscant els seus germans, no va fer cas dels insults i burles i va seguir caminant. Llavors va trobar una font i amb la seva aigua va poder reviure els seus germans petrificats i altres persones que havien quedat tancades dins les roques. Aleshores tots quatre van trobar l'arbre que buscaven i van agafar una branca per plantar-la al seu palau i que florís.

## Anàlisi
El conte presenta elements típics dels contes de fades, com el nombre tres que fa referència als germans i als episodis repetits o la missió que no té èxit perquè no es fa cas dels consells rebuts (en aquest cas, no girar-se). La noia és l'única que pot contenir-se davant els insults i burles per continuar la seva cerca de la família i per això obté la recompensa. L'aigua de vida del títol prové de la font màgica, un element també comú en aquestes històries, on un objecte de meravella altera l'estat físic dels protagonistes. El motiu de la petrificació apareix en diversos relats i sembla inspirat en la mitologia antiga.